# Svartå hembygdsmuseum
Svartå hembygdsmuseum är ett relativt ungt museum som är belägen i Svartå, Raseborgs stad, Finland. Hembygdsmuseet invigdes 2000 av Karis dåvarande stadsdirektör. 
Museet upprätthålls av Svartå biblioteksvänner r.f., och som i detta skede innehåller en samling med äldre bruksredskap. Det finns långt framskridna planer att utvidga museets innehåll. Själva museet är inrymt i en gammal skolbyggnad, Ekkulla. 
År 2020 hade Raseborgs stad satt byggnaden Ekkulla till salu.